# 石川運輸支局
石川運輸支局（いしかわうんゆしきょく）は、国土交通省の地方支分部局である運輸支局のひとつ。北陸信越運輸局管内。石川県を管轄し、陸運部門と海事部門が別々に所在する。

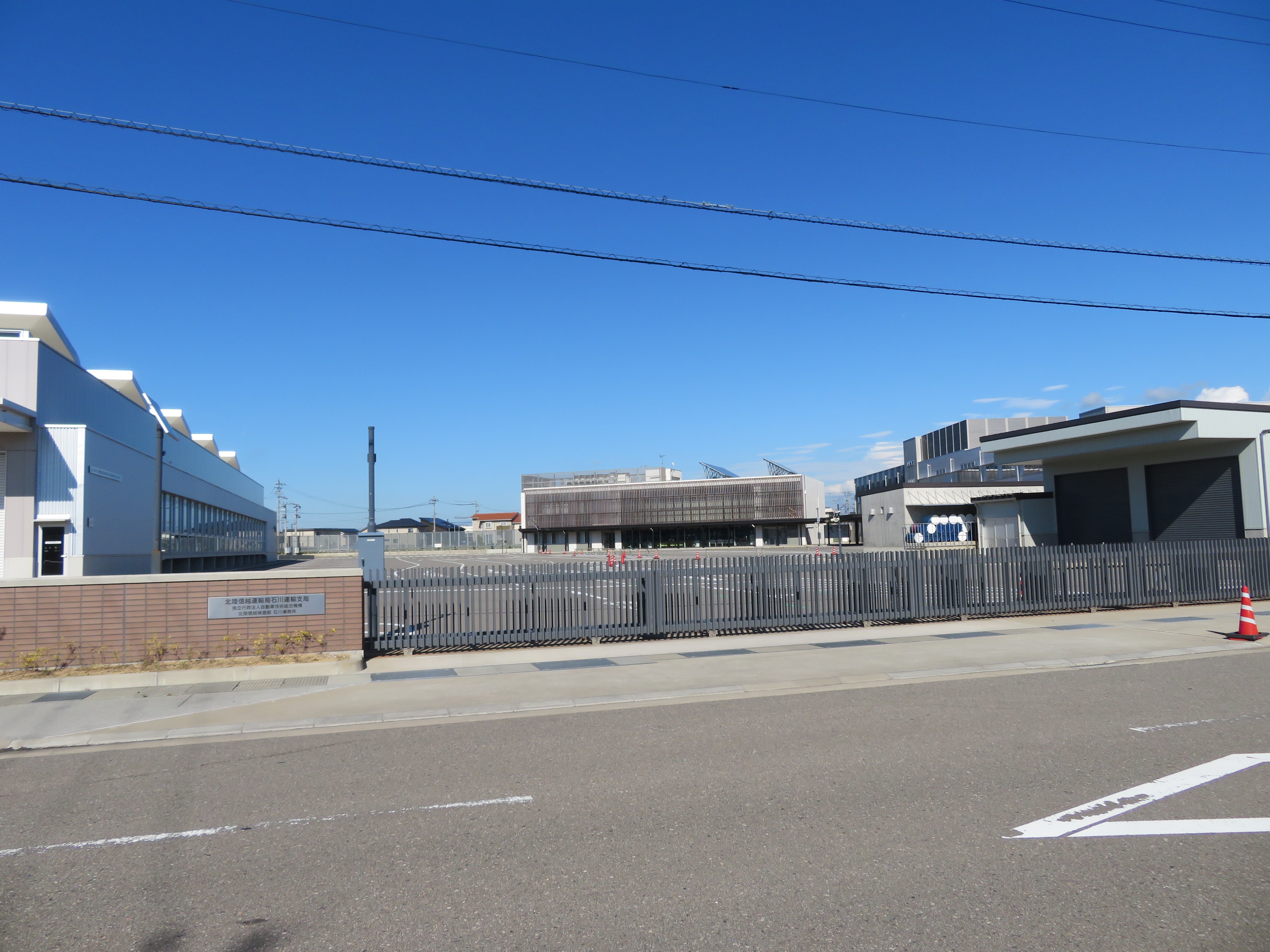
石川運輸支局

ここで交付されるナンバープレートは「石川」ナンバーと「金沢」ナンバー（金沢市、かほく市、河北郡内灘町、津幡町）になる。
1988年以前に交付されていたナンバープレートは「石」ナンバーであった。

## 所在地
- 本庁舎（総務企画・陸運部門） - 金沢市直江東1丁目1
- 七尾庁舎（海事部門） - 七尾市矢田新町ニ部172（七尾港湾合同庁舎）

## 自動車登録管轄区域
- 石川県全域
  - 石川ナンバー：金沢市・かほく市・河北郡を除く各市町
  - 金沢ナンバー：金沢市・かほく市・河北郡